# Mulá Huceine
Mulá Huceine Bosrui (1813 - 2 de fevereiro de 1849; em persa: ملا حسين بشروئي; romaniz.: Mullah Hossein Boxru'i), melhor conhecido só como Mulá Huceine e por vezes referido pelo honorífico Jinabi Babulbabe (Porta da Porta), foi uma figura religiosa persa do século XIX e a primeira Carta da Vida da religião babi. Foi a primeira pessoa a professar a crença no Báb como o prometido Mádi do Islão e uma Manifestação de Deus, fundando uma nova religião independente.